# Tadeusz Pełczyński (1906–1983)
Tadeusz Wojciech Pełczyński (ur. 29 marca 1906 w Cycowie, zm. 28 kwietnia 1983 w Warszawie) – polski inżynier mechanik-metaloznawca, wykładowca w Politechnice Warszawskiej i Wojskowej Akademii Technicznej. 
Jest uważany za twórcę naukowej szkoły technologii obróbki plastycznej metali, był autorem licznych prac, podręczników i książek dotyczących teorii plastyczności i przeróbki plastycznej metali oraz wytrzymałości materiałów. Opracował m.in. technologię dwuliniowego zgrzewania rur cienkościennych. Od 1969 był członkiem rzeczywistym Polskiej Akademii Nauk. Opracował własną graficzną interpretację stanu naprężenia o nazwie Gwiazda naprężeń, która podobnie jak Koło Mohra pozwala znaleźć wykreślnie wartości naprężeń normalnych i stycznych w dowolnym kierunku, a także określić naprężenia główne i kierunki główne.

## Życiorys

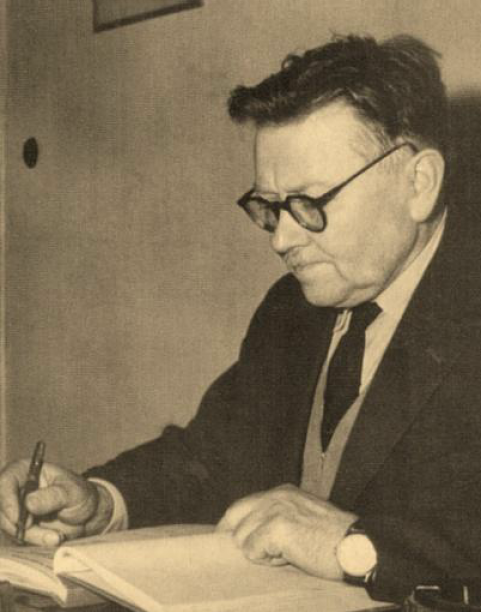
Tadeusz Pełczyński, Dziekan Wydziału Mechanicznego-Technologicznego Politechniki Warszawskiej w latach 1956–1958

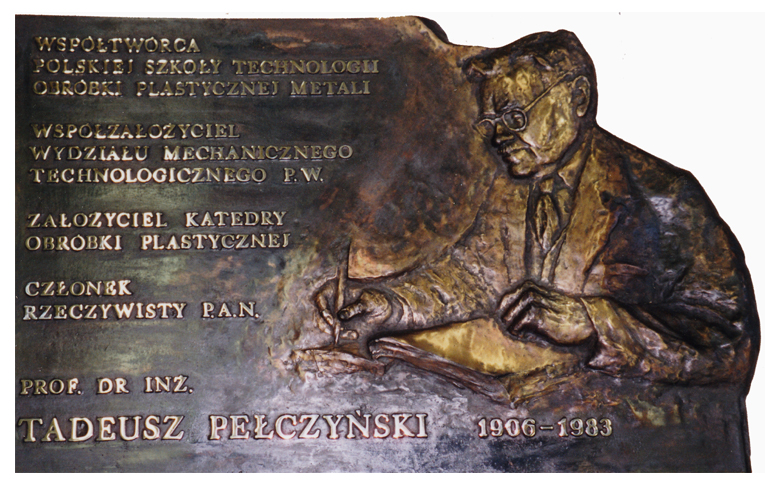
Tekst na tablicy: „Współtwórca Polskiej Szkoły Technologii Obróbki Plastycznej Metali -- Współzałożyciel Wydziału Mechanicznego Technologicznego P.W. -- Założyciel Katedry Obróbki Plastycznej -- Członek rzeczywisty P.A.N. -- Prof. dr inż. Tadeusz Pełczyński 1906−1983”

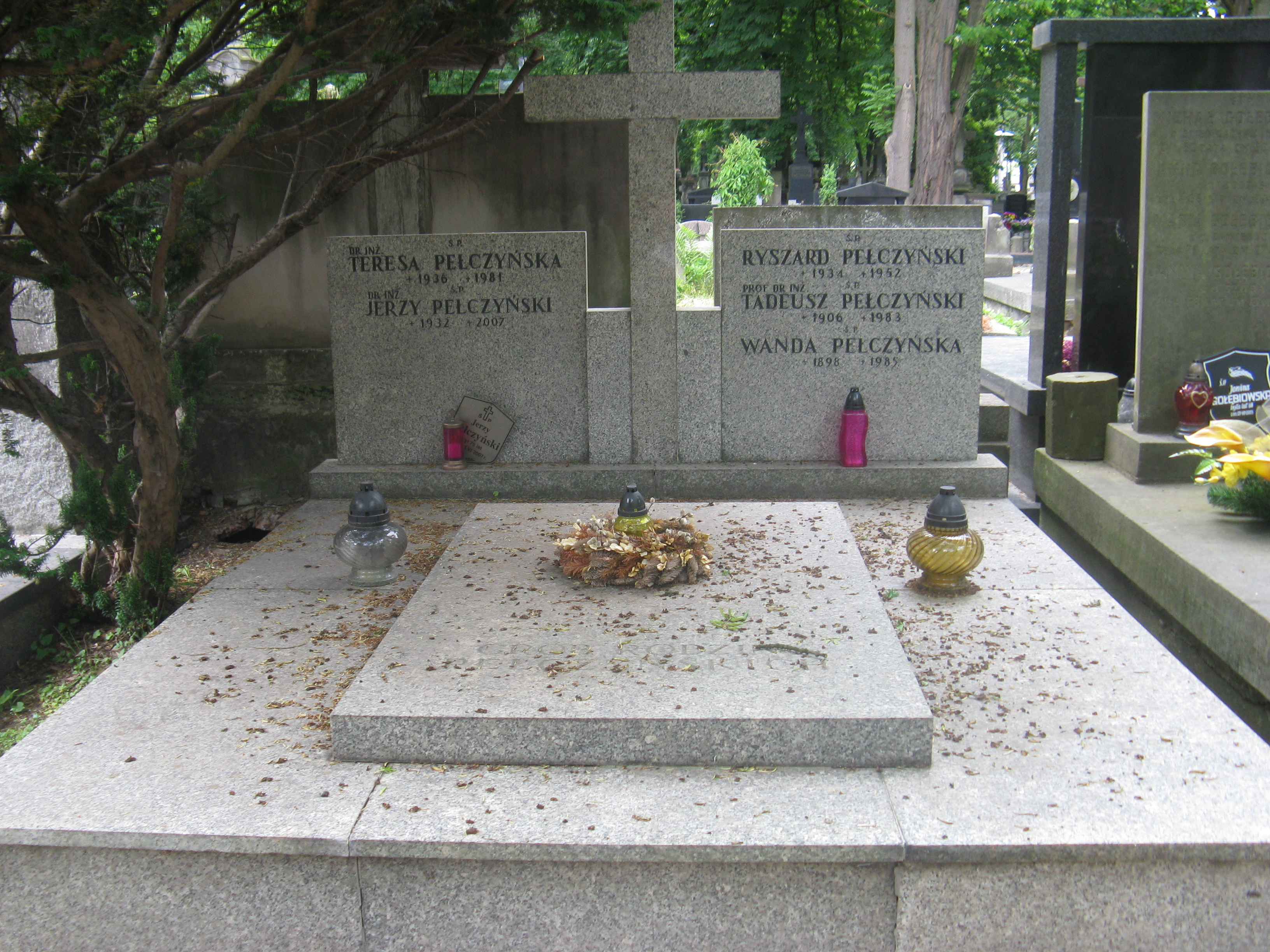
Grób Tadeusza Pełczyńskiego na cmentarzu Powązkowskim w Warszawie

Urodził się w rodzinie Antoniego, lekarza, i Antoniny ze Skowronków. W 1916 roku wstąpił do pierwszej klasy gimnazjum „Szkoła Lubelska”, a w roku 1919 przeniósł się do gimnazjum humanistycznego im. Stefana Czarnieckiego w Chełmie Lubelskim, które ukończył w 1925 roku. W 1926 roku zapisał się na Wydział Mechaniczny Politechniki Warszawskiej i ukończył go w grudniu 1932 roku. W roku 1929, jeszcze w czasie studiów, rozpoczął pracę jako asystent w Centralnym Laboratorium Państwowych Wytwórni Uzbrojenia PWU. W latach 1933–1934 pracował w laboratorium metaloznawstwa Centralnego Laboratorium PWU. W latach 1932–1935 pełnił funkcję starszego asystenta w katedrze Obróbki Metali Politechniki Warszawskiej, a następnie  asystenta w Instytucie Metalurgii i Metaloznawstwa PW, kierowanym przez prof. Jana Czochralskiego. Opublikował wtedy pierwsze prace naukowe, m.in.: „O zgniocie, odpuszczaniu i wyżarzaniu mosiądzów”. W 1935 roku objął stanowisko kierownika laboratorium metaloznawczego w Centralnym Laboratorium PW. Od 1936 roku do wybuchu wojny pracował w polskim przemyśle zbrojeniowym – w Państwowej Fabryce Amunicji PWU w Skarżysku. W latach trzydziestych prowadzono tam prace w różnych dziedzinach techniki. Między innymi prace badawczo-rozwojowe z dziedziny obróbki plastycznej i nowych technologii wytwarzania łusek do amunicji małokalibrowej i zapalników. Początkowo pracował na stanowisku kierownika łuskowni artyleryjskiej, a następnie kierownika działu zapalników artyleryjskich.
Po wybuchu wojny odmówił podjęcia pracy w fabryce, za co w listopadzie 1939 został aresztowany. Był więźniem Pawiaka. Po uwolnieniu, wiosną 1940 roku przeniósł się do Warszawy, gdzie pracował jako nauczyciel w szkołach zawodowych. Równocześnie podjął pracę w Głównym Urzędzie Miar w Warszawie. Od 1941 roku pracował na stanowisku kierownika Warsztatu Głównego Urzędu Miar. Stanowisko objął po aresztowanym inż. Stanisławie Kolber. Podlegał mu warsztat Mechaniki Precyzyjnej kierowany przez Jana Sielskiego oraz Warsztat Mechaniczny kierowany przez Melaniusza Żołnierowicza. W Warsztacie Mechaniki Precyzyjnej wykonywano prace na rzecz Polskiego Państwa Podziemnego, kierowane przez Kazimierza Mórawskiego. Wykonywano między innymi części do prototypu pistoletu maszynowego Błyskawica, części granatów, drukarki polowe i stemple niemieckie. W Warsztacie Mechanicznym pracami na rzecz podziemia kierował Jakub Pałka. Wykonywano tam części i montaż aparatów radiowych (mikroodbiorników DEDAL), aparatów nadawczo-odbiorczych, krótką broń białą, anteny radiowe, elementy pistoletów i granaty ręczne.
Po zakończeniu wojny stanął na czele grupy utworzonej z byłych pracowników warsztatów, woźnych i wdów po dawnych pracownikach GUM, prowadzącej odgruzowanie i prace zabezpieczające Głównego Urzędu Miar. W 1945 roku wyjechał do Wrocławia. Od roku 1945 pracował jako wykładowca w Politechnice Wrocławskiej, gdzie prowadził wykłady z technologii materiałowej metaloznawstwa oraz z przeróbki plastycznej. W latach 1945–1949 pracował jako dyrektor Fabryki Wodomierzy we Wrocławiu. Od roku 1949 przez dwa lata kierował i zajmował się organizacją Delegatury Instytutu Mechaniki we Wrocławiu.
W latach 1948–1950 kierował pracami Zarządów Stowarzyszenia Inżynierów i Techników Mechaników Polskich SIMP na Dolnym Śląsku.
W 1951 roku prof. Kornel Wesołowski zaproponował dr Tadeuszowi Pełczyńskiemu oraz niektórym swoim wychowankom i asystentom pracę w Wojskowej Akademii Technicznej, zapewniając jednocześnie, iż będzie to połączone z przydziałem mieszkania. W rezultacie 24 czerwca 1951 roku prof. Kornel Wesołowski ze swoją zwerbowaną grupą, a więc między innymi dr Tadeuszem Pełczyńskim oraz magistrami inżynierami St. Szulcem, St. Okoniewskim, St. Prowansem, M. Radwanem, Z. Godlewskm, B. Ciszewskim, J. Plewickim, E. Górskim i R. Kolmanem rozpoczął pracę w WAT.
W Wojskowej Akademii Technicznej Tadeusz Pełczyński początkowo (w latach 1951−1957)  kierował Pracownią Przeróbki Plastycznej Zakładu Metaloznawstwa w Katedrze Metaloznawstwa i Technologii Metali, a następnie do roku 1971 kierował Katedrą Technologii Uzbrojenia.
W roku 1951 uzyskał stopień doktora nauk technicznych, w 1954 roku otrzymał tytuł profesora nadzwyczajnego, a następnie w 1962 roku tytuł profesora zwyczajnego.
W roku 1951 rozpoczął również pracę jako profesor Politechniki Warszawskiej, gdzie zorganizował i prowadził przez wiele lat Katedrę Podstaw Przeróbki Plastycznej. W latach 1956–1958 był Dziekanem Wydziału Mechanicznego-Technologicznego. Równocześnie był wykładowcą Wieczorowej Szkoły Inżynierskiej w Radomiu.
W roku 1960 został członkiem korespondentem Polskiej Akademii Nauk PAN, a w roku 1969 członkiem rzeczywistym. Ponadto był członkiem wielu rad naukowych, między innymi:
- Przewodniczącym Rady Naukowej Instytutu Obróbki Plastycznej w Poznaniu[11],
- Od 1956 roku Przewodniczącym Rady Naukowej Instytutu Mechaniki Precyzyjnej w Warszawie[14] oraz
- przewodniczącym kilku komitetów PAN.

W 1928 roku poślubił Wandę z Bończewskich, z którą miał córkę Hannę (ur. 1929) oraz synów: Jerzego (1932–2007), Ryszarda (1934–1952) i Tadeusza (ur. 1939).
Zmarł w Warszawie, pochowany na cmentarzu Powązkowskim (kwatera 43-1-15,16).

## Ordery i odznaczenia
- Złoty Krzyż Zasługi (9 grudnia 1947)[16]
- Medal 10-lecia Polski Ludowej (19 stycznia 1955)[17]